# باتخت (مقاطعة تشرداول)
باتخت (بالفارسية: پاتخت) هي قرية تقع في قسم زردلان الريفي (مقاطعة تشرداول) في إيران. يقدر عدد سكانها بـ 38 نسمة بحسب إحصاء 2016.